# 미국 독립 전쟁의 재정적 비용
미국 독립 전쟁은 미국, 프랑스, 스페인, 그레이트브리튼 왕국을 포함한 모든 교전국에게 막대한 재정적 비용을 초래했다. 프랑스와 영국은 각각 13억 리브르와 2억 5천만 파운드를 지출했다. 미국은 병사들의 임금으로 4억 달러를 지출했다. 스페인은 1778년 4억 5,400만 레알에서 1781년 7억 레알 이상으로 군사비를 늘렸다.

## 경제 전쟁과 재정

보스턴 차 사건, 혁명 전 긴장 고조의 원인이 된 영국 상품에 대한 초기 미국인 불매운동

### 초기 불매운동
영국과 13개 식민지 간의 긴장은 권리와 세금 문제로 시작되었다. 왕실의 규제는 식민지 주민들의 거센 반발에 부딪혔다. 로비와 청원이 효과가 없자 식민지 주민들은 수입 영국 상품 불매운동으로 전환했다. 불매운동은 영국 무역에 큰 타격을 입히는 데 성공했다. 1765년 첫 식민지 불매운동 이후 의회는 설탕법과 인지세법을 폐지했고, 1768년 두 번째 불매운동 이후 의회는 차에 대한 세금을 제외한 모든 타운젠드 관세를 폐지했다. 식민지 주민들은 계속 저항했고, 미국의 차 불매운동은 1773년 보스턴 차 사건으로 절정에 달했다. 혁명이 식민지 주민들의 높은 세금에 대한 반감과 널리 연관되어 있음에도 불구하고, 식민지 주민들이 실제로는 영국인들보다 훨씬 적은 세금을 냈다고 주장되기도 한다.

### 영국 고립 전술
식민지를 약화시키려는 영국의 노력에는 무역을 차단하여 식민지 경제를 세계로부터 고립시키는 것이 포함되었다. 미국 해군보다 몇 배나 강력한 해군을 보유한 영국은 미국 항구를 완전히 통제했다. 영국은 식민지 동해안을 따라 주요 항구 도시들을 장악했고, 그 결과 영국 전함들은 식민지에서 성공적으로 항해할 수 있는 선박 수를 급격히 줄일 수 있었다. 결과적으로 미국은 영국의 끊임없는 봉쇄로 인해 수출품이 감소했다. 게다가 영국의 해군력은 다른 나라들을 위협하여 식민지에 상품을 수출하는 것을 막을 만큼 강력했기 때문에 밀수되고 저렴한 수입품은 비싸고 희귀해졌다.

### 미국인의 반응
조지 워싱턴의 지휘 아래 대륙육군은 소모전을 벌이려고 했다. 전투가 식민지 영토에서 벌어졌기 때문에 워싱턴은 필요한 자원에서 영국을 차단함으로써 영국과의 무역 부족을 활용하여 궁극적으로 북미의 영국군이 지쳐 쓰러지기를 바랐다. 그러나 연합규약 하에서 대륙회의는 식민지에 세금을 부과하거나 상업을 규제할 권한이 없었으므로 소모전에 충분한 자금을 조달할 수 없었다.
이 문제를 해결하기 위해 대륙회의는 벤저민 프랭클린을 포함한 외교관들을 유럽으로 보내 미국 대의를 위한 외국 지원을 모색했다. 전쟁 첫 2년 동안 식민지 주민들은 7년 전쟁 이후 영국에 대한 오랜 원한을 품고 있던 프랑스로부터 비밀스러운 개인 및 공공 대출을 받았다. 그러나 새러토가에서 영국군이 패배한 후 대륙육군에 대한 외국 지원이 증가했고, 1778년 식민지들은 프랑스와 조약을 체결하여 프랑스를 공식적으로 영국과의 전쟁에 참여시켰다. 전쟁이 끝날 무렵 식민지들은 프랑스, 스페인, 네덜란드를 포함한 여러 유럽 국가들로부터 대출을 받았다. 또한 식민지들은 많은 개인 자금을 받았는데, 특히 질베르 뒤 모티에 드 라파예트 후작과 칼브 남작(둘 다 프랑스인)으로부터 상당한 기여를 받았다. 이러한 자금 지원은 궁극적으로 워싱턴 장군이 바라던 소모전을 치를 수 있게 했다.

### 영국에 미친 영향

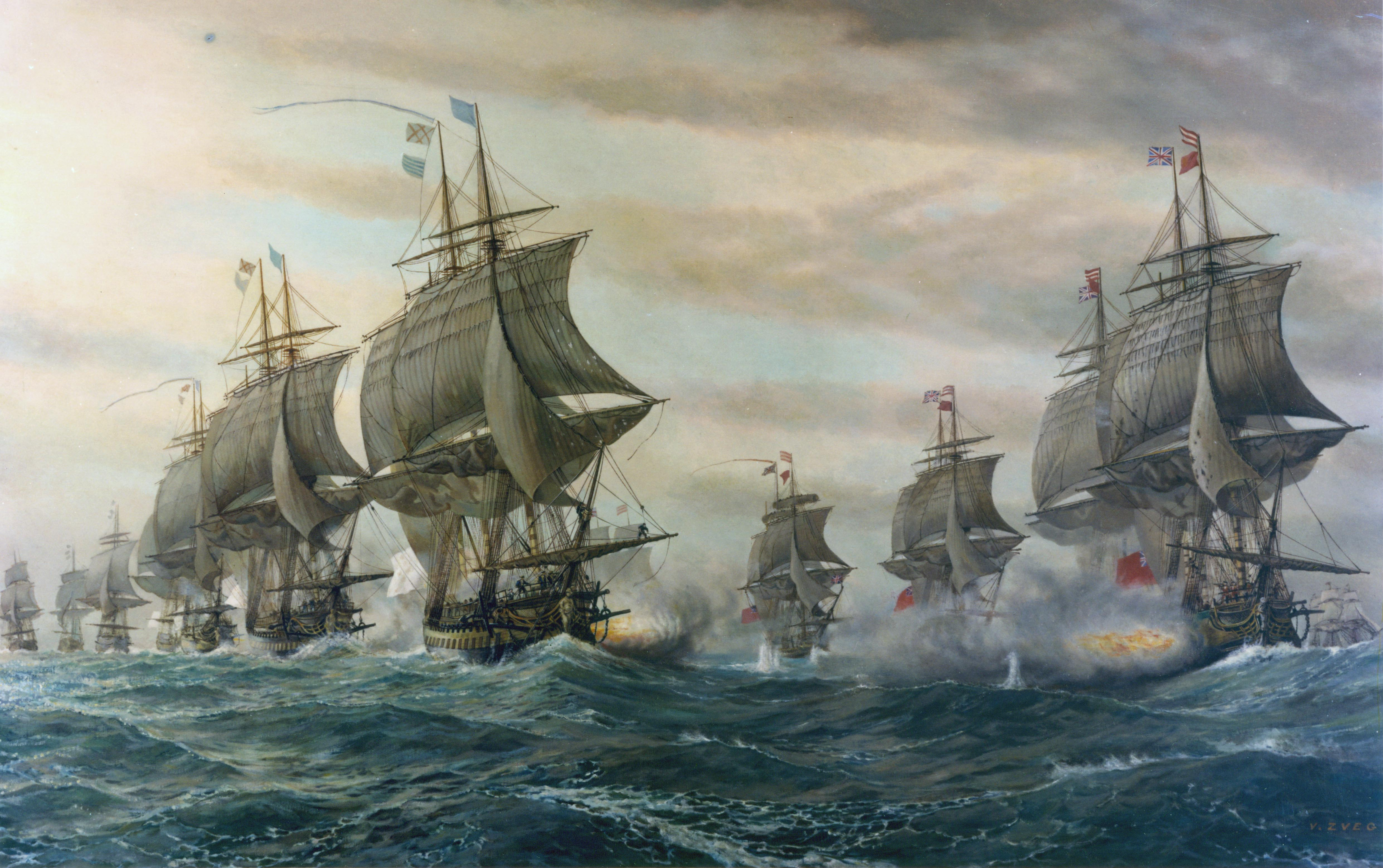
미국 독립 전쟁 중 프랑스 전함들

프랑스는 강력한 해군을 보유했기 때문에 전쟁에 참전하면서 식민지 항구에 대한 영국의 봉쇄를 약화시키고 대서양 보급로에서 영국군을 더욱 차단했다. 영국군은 보급품 없이 오래 버틸 수 없다는 것을 인식하고 보복으로 일부 병력을 프랑스령 카리브해로 재배치했다. 그들의 희망은 프랑스 설탕 섬을 점령하고 프랑스 재정 보급선을 차단하는 것이었다. 카리브해에서의 새로운 전쟁은 영국의 이미 막대한 재정적 비용을 가중시켰지만, 식민지들과 달리 영국은 외국 대출이나 무기를 확보하려는 시도에서 성공적이지 못했다. 다른 국가들의 경제적 지원 없이 의회와 영국 납세자들에게 가해지는 재정적 부담은 점점 더 커졌고 궁극적으로 영국군을 약화시키고 독립 전쟁을 종식시키는 데 일조했다.

### 미국의 재정
전쟁이 진행되면서 미국의 악화되는 재정 안정성은 빠르게 영국의 가장 큰 자산이 되었다. 식민지 주민들에게 세금을 부과할 권한이 없었기 때문에 대륙회의는 군대의 비용을 조달하고 외국으로부터의 대출금을 갚기 위해 빠른 속도로 돈을 인쇄했다. 그 결과 식민지들은 심각한 인플레이션과 대륙 달러의 평가절하를 겪었다. 식민지 주민들은 또한 영국 남부 전선에 대한 전쟁 노력을 재정적으로 지원하는 데 큰 어려움을 겪었으며, 1781년 요크타운 전투까지 영국의 파괴를 효과적으로 막지 못했다. 1783년 전쟁이 끝났을 때, 미국의 협상, 통화 정책, 정부 재편성은 모두 미국 국가 부채 상환에 기여했다.

## 교전국

### 미국
13개 미국 주들은 전쟁 초기에 경제적으로 번성했다. 식민지들은 영국과만 거래하는 대신 서인도 제도 및 다른 유럽 국가들과 자유롭게 거래할 수 있었다. 영국의 항해법 폐지로 인해 미국 상인들은 이제 영국 선박뿐만 아니라 유럽 및 미국 선박으로도 상품을 운송할 수 있게 되었다. 차, 유리, 납, 종이와 같은 고가품에 대한 영국 세금은 포기되었고, 다른 세금은 더 저렴해졌다. 게다가 영국 상선을 상대로 한 미국 사략선 습격은 대륙육군에 더 많은 부를 제공했다.

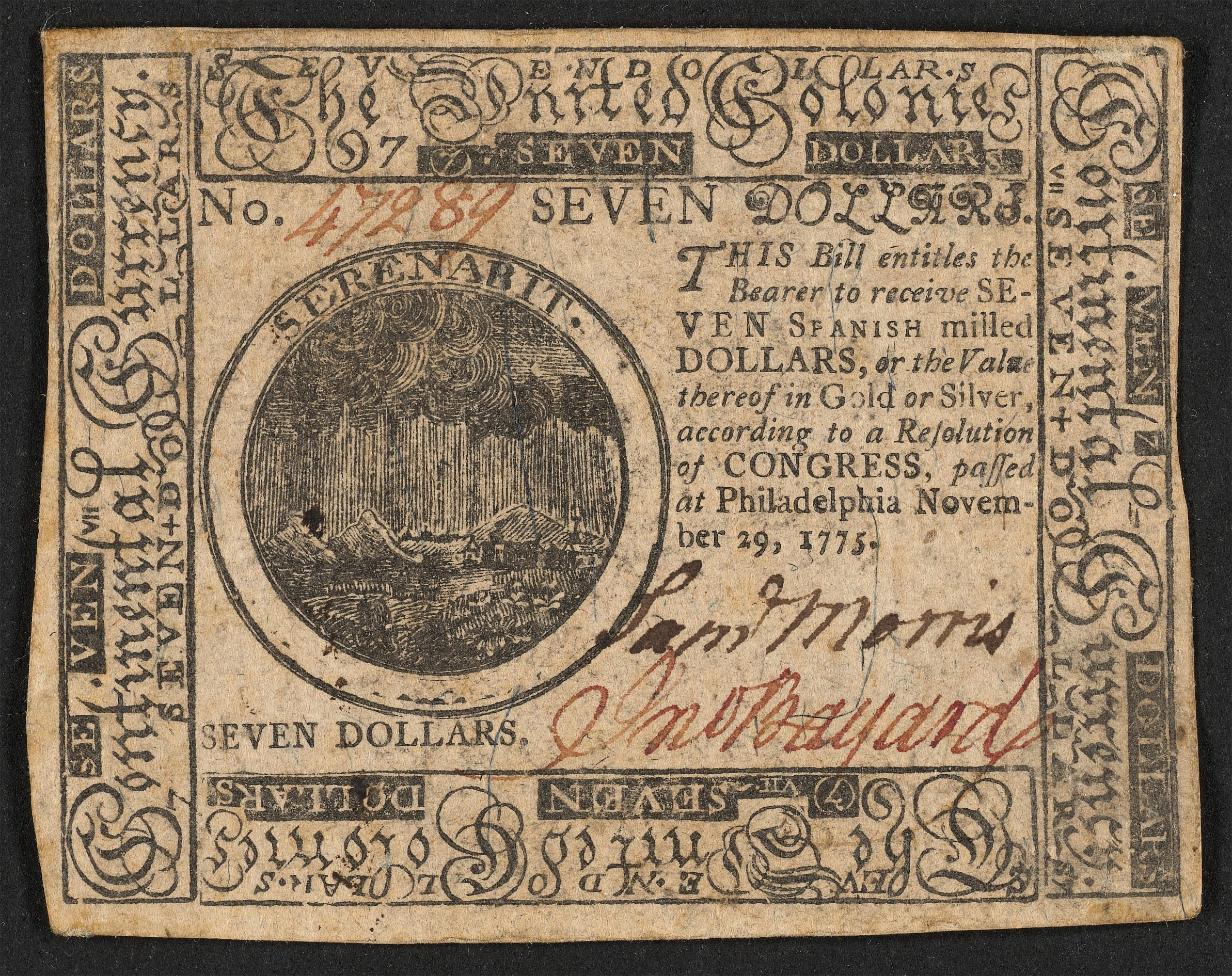
1775년 제2차 대륙회의에서 발행된 7달러 지폐

그러나 전쟁이 계속되면서 미국의 경제 번영은 쇠퇴하기 시작했다. 영국 전함들이 미국 선박을 약탈하기 시작했고, 대륙육군의 유지비용 증가로 인해 상선으로부터의 수입이 감소했다. 현금 흐름이 줄어들자 아메리카 합중국은 전쟁 노력을 유지하기 위해 유럽 대출에 의존해야 했다. 프랑스, 스페인, 네덜란드는 전쟁 중에 미국에 1,000만 달러 이상을 빌려주었고, 이는 신생 국가에 막대한 부채 문제를 야기했다. 주화 유통 또한 감소하기 시작했다. 이로 인해 미국은 수입을 늘리기 위해 지폐와 신용 어음을 인쇄하기 시작했다. 이것은 성공적이지 못했고, 인플레이션은 급증했으며, 새 지폐의 가치는 떨어졌다. 이로 인해 식민지에서는 가치가 거의 없는 모든 것이 "대륙만큼도 가치가 없다"는 속담이 유행했다.
2010년 미국 의회조사국의 "주요 미국 전쟁 비용" 보고서에 따르면, 독립 혁명은 미국에 2011년 기준 24억 달러에 해당하는 비용을 초래했다.

### 영국
미국 독립 전쟁은 영국에 막대한 피해를 입혔다. 전쟁의 평균 비용은 연간 £1200만(2018년 GDP 기준 17억 5천만 파운드에 해당)이었다. 영국은 전쟁에 8천만 파운드를 지출했다. 전쟁이 끝났을 때 영국은 2억 5천만 파운드(2018년 기준 3조 6570억 파운드, 1인당 평균 소득 11파운드에 비해 1인당 약 20파운드의 부채)의 국가 부채를 안고 있었고, 이는 연간 950만 파운드(3.8%) 이상의 이자를 발생시켰다.
이 부채는 7년 전쟁으로 인한 이미 엄청난 부채에 더해진 것으로, 1755년 7300만 파운드에서 1763년 1억 3700만 파운드로 증가했다. 부채 상환 비용은 연간 500만 파운드였으며, 정부 수입은 800만 파운드였다. 1760년대 일부 해에는 예산의 60%를 차지했다(이 부담을 덜기 위해 의회가 미국인들에게 7,500명의 병력을 식민지에 영구적으로 주둔시키기 위한 세금을 부과하여 비용을 지불하도록 요구한 주된 이유이다). 이는 영국 납세자들이 7년 전쟁 동안 연간 평균 26 실링을 지불한 반면, 미국인들은 1실링을 지불했기 때문에 공정해 보였다. 재무부는 비용을 22만 5천 파운드로 추정했지만, 실제로는 1763년에서 1775년 사이에 평균 38만 4천 파운드(1775년 식민지 및 그 이전의 유럽 정착민 2백만 명당 연간 약 5실링)였다. 식민지 주민, 휘그당, 토리당, 중립파 모두 이러한 세금 인상 조치를 전통적인 지방 자치에 대한 공격으로 간주하여 반대했다.
전쟁 기간인 1776~1783년 동안 영국 인구에 대한 세금은 증가했으며, 유리와 납 같은 일부 품목에 대한 관세도 추가되어 영국 대중의 평균 세금은 파운드당 4실링 (20%)이었다. 게다가 영국 왕립 해군은 7년 전쟁에서 그랬던 것처럼 '바다를 지배'할 수 없었다.
미국 독립 혁명이 시작되자 영국과 13개 미국 식민지 간의 무역은 붕괴되었고, 이로 인해 영국 사업가들, 특히 담배 산업에 종사하는 사업가들은 고통을 겪었다. 양모 및 금속 제품 판매 수입은 급격히 감소했고 수출 시장은 말라붙었다. 영국 상선 선원들도 어려움을 겪었다. 전쟁 중 3,386척의 영국 상선이 적군에게 나포된 것으로 추정된다. 그러나 영국 왕립 해군 군함은 특히 스페인 및 프랑스 상선에 대한 자체 사략 활동으로 이러한 손실을 어느 정도 보충했다.

### 프랑스
전쟁 중에 프랑스는 영국과 비슷한 재정적 부담을 짊어졌다. 미국 독립 전쟁으로 인한 부채는 이미 7년 전쟁으로 인한 기존 부채에 쌓였다. 프랑스는 전쟁 비용으로 13억 리브르를 지출했는데, 이는 1억 파운드에 해당한다(파운드당 13리브르 기준). 전쟁이 끝난 후 프랑스는 3,315.1백만 리브르의 부채를 안게 되었는데, 이는 당시 막대한 금액으로 사용 가능한 자산과 생산 능력 면에서 국가 전체 재산에 엄청난 부담을 주었다. 프랑스 세금 징수 시스템은 매우 비효율적이었다. 막대한 금액이 국고에 손실되었다. 간접세는 사적 조합에 위탁되어 막대한 이익을 얻었다. 1780년 세입은 5억 8,500만 리브르(4,300만 파운드)였고 적자는 2,500만 리브르(330만 파운드)였다. 부채 상환은 예산의 43%(2억 5,100만 리브르 = 1,880만 파운드)를 차지했다. 1788년에는 이것이 5천만 리브르 이상으로 증가하여 영국 인구의 거의 3배인 9백만 대 2,800만의 인구를 가진 유럽에서 가장 인구가 많은 국가(러시아 제외)에서 위기를 촉발했다.
이 부채는 프랑스에 심각한 경제적, 정치적 문제를 야기했으며, 국가가 부채 상환에 어려움을 겪으면서 결국 1786년 재정 위기와 1789년 프랑스 혁명으로 이어졌다.

### 스페인
스페인의 경제적 손실은 미국 독립 전쟁의 다른 교전국만큼 크지 않았다. 이는 스페인이 부채를 빠르고 효율적으로 갚았기 때문이다. 그러나 스페인은 전쟁 중 군사비를 거의 두 배로 늘렸는데, 1778년 4억 5,400만 레알에서 1779년 7억 레알 이상으로 증가했다. 스페인의 수입 손실은 영국과 비슷했는데, 전쟁으로 인해 미국 식민지로부터 많은 수입을 잃었기 때문이다. 부족분을 메우기 위해 스페인 총독들은 남아메리카 식민지에 더 높은 세율을 도입했지만 성공은 미미했다. 스페인의 다음 조치는 식민지에 왕실 채권을 발행하는 것이었지만, 이 역시 제한적인 성공을 거두었다. 마지막으로, 1782년에 스페인 최초의 국립 은행인 산 카를로스 국립은행이 통화 정책을 개선하고 중앙 집중화하기 위해 설립되었다.

#### 인플레이션
1780년까지 미국 의회는 병사들에게 4억 달러 이상의 지폐를 발행했다. 결국 의회는 경제 개혁을 통해 인플레이션을 막으려 했다. 그러나 이러한 시도는 실패했고, 미국 통화의 가치를 더욱 떨어뜨렸다. 하지만 발행된 통화의 양에 대해서는 일부 이견이 있다. 1775년에서 1783년 사이에 식민지들은 연평균 약 4.3%의 인플레이션율을 경험했다. 인플레이션율은 1778년에 29.78%로 정점을 찍었다. 급격히 오르는 물가에 대한 불만이 커지면서 수많은 식량 폭동이 기록되었다. 재산 파괴와 의회의 지속적인 대륙권 발행 또한 통화 가치 하락의 원인이었다. 또한 전쟁 노력을 방해하기 위한 의도적인 수단으로 영국 정부가 미국 달러 위조를 자행했다.
전쟁 후반부에 의회는 개별 식민지들에게 자체 병력을 장비하고 대륙육군 병사들의 유지비를 자체적으로 지불하도록 요청했다. 전쟁이 끝났을 때 미국은 국가 차원에서 3,700만 달러, 주 차원에서 1억 1,400만 달러를 지출했다. 미국은 1790년대에 알렉산더 해밀턴이 전쟁 부채를 갚고 건전한 국가 신용을 확립하기 위해 미국 제1은행을 설립하면서 마침내 부채 문제를 해결했다.

### 내용주
1. ↑  Baack, 2001.
2. ↑  Baack, 2001.
3. ↑  Ferguson, p. 85
4. ↑  , Baack, 2001.
5. ↑  "Economic Conditions During the War."
6. ↑  "Economic Conditions During the War."
7. ↑  Baack, 2001.
8. ↑  Baack, 2001.
9. ↑  "Economic Conditions During the War."
10. ↑  Elson, 1904.
11. ↑  Elson, 1904.
12. ↑  Conway, 1995.
13. ↑  , Conway, 1995.
14. ↑  Baack, 2001.
15. ↑  Baack, 2001.
16. ↑  Marston (2002) p. 82
17. ↑  “Creating the United States: Road to the Constitution”. 미국 의회도서관. 2008년 4월 12일. 2021년 2월 7일에 확인함.
18. ↑  Stephen Daggett (2010년 6월 29일). “Costs of Major U.S. Wars” (PDF). Congressional Research Service. 4쪽. 2017년 4월 25일에 확인함.
19. ↑  Historical UK Inflation Rates and Calculator 1751-Present
20. ↑  Francis C. Cogliano, Revolutionary America, 2000, p. 27, ISBN 0-415-18058-9
21. ↑  Alan Taylor, American Colonies, 2002 pp. 438–439 ISBN 0-670-87282-2
22. ↑  Cogliano, p. 27
23. ↑  Conway (1995) p. 189
24. ↑  Marston (2002) p. 82
25. ↑  Conway (1995) p. 191
26. ↑  Conway (1995) p. 242
27. ↑  Taxation in Pre-Revolutionary France
28. ↑  Marston (2002) p. 82
29. ↑  Tombs (2007) p. 179
30. ↑  Lynch (1989) p. 326
31. ↑  Marston (2002) p. 82
32. ↑  Grubb, Farley (2007). 《The Continental Dollar: How Much Was Really Issued?》 (PDF). 《National Bureau of Economic Research》. w13047. The story of the Continental Dollar is familiar to all—a lot were issued and hyperinflation ensued. However, the details of this story are less well-known. Scholars even disagree over how much was issued—disagree by over 50 percent.
33. ↑  Williamson, Samuel H. “Annual Inflation Rates in the United States, 1775–2016, and the United Kingdom, 1265–2016”. 《measuringworth.com》. 2017년 4월 6일에 확인함.
34. ↑  “In 2013 Dollars”. 《in2013dollars.com》 (영어). 2017년 4월 6일에 확인함.
35. ↑  Smith, Barbara Clark (1994년 1월 1일). 《Food Rioters and the American Revolution》. 《The William and Mary Quarterly》 51. 3–38쪽. doi:10.2307/2947003. JSTOR 2947003.
36. ↑  “The Economics of the American Revolutionary War”. 《eh.net》 (미국 영어). 2017년 4월 6일에 확인함.
37. ↑  Jensen (2004) p. 379

### 참고문헌
- Baack, Ben. "The Economics of the American Revolutionary War". EH.net Encyclopedia. Economic History Services, November 13, 2001.
- Conway, Stephen. The War of American Independence 1775–1783, Publisher: E. Arnold (1995) ISBN 0-340-62520-1. 280 pages.
- "Economic Conditions During the War" 보관됨 2008-07-25 - 웨이백 머신. HistoryCentral.com. MultiEducator, Inc, n.d. Web. 13 Mar 2013.
- Elson, Bob. "Foreign Aid". History of the United States of America. Kathy Leigh. New York: The MacMillan Company, 1904. 275–279.
- Ferguson, Niall. Empire: How Britain made the modern world. Publisher: Penguin Australia (2008). 422 pages.
- Jensen, Merrill. The Founding of a Nation: A History of the American Revolution 1763–1776. Hackett Publishing (2004) ISBN 978-0-87220-705-9. 735 pages
- Lynch, John. Bourbon Spain 1700—1808. Publisher: Oxford (1989) ISBN 978-0-631-19245-9. 450 pages.
- Marston, Daniel. The American Revolution 1774—1783. Osprey Publishing (2002) ISBN 978-1-84176-343-9. 95 pages.
- Tombs, Robert and Isabelle. That Sweet Enemy: The French and the British from the Sun King to the Present. Random House (2007) ISBN 978-1-4000-4024-7. 782 pages.